# Гарнер, Пегги Энн
Пегги Энн Гарнер (англ. Peggy Ann Garner, 3 февраля 1932 — 16 октября 1984) — американская актриса, лауреат молодёжной премии «Оскар».
На киноэкранах дебютировала в семилетнем возрасте в мелодраме «Лишь на словах» с Кэри Грантом в главной роли. Далее она появилась в таких картинах как «Крысолов» (1942), «Джейн Эйр» (1943) и «Ключи от царства небесного» (1944), прежде чем в 1945 году исполнила свою звёздную роль в драме Элиа Казана «Дерево растёт в Бруклине», которая во многом способствовала получению Гарнер Молодёжной награды Академии. В том же году она хорошо показала себя в качестве комедийной актрисы в фильме Джорджа Ситона «Юная мисс».
В дальнейшем Пегги Энн Гарнер не смогла утвердиться в кино на взрослых ролях, и сместилась на телевидение, где продолжала активную актёрскую карьеру до конца 1970-х годов. За это время актриса снялась более чем в сорока телесериалах, среди которых «Кульминация», «Альфред Хичкок представляет», «Перри Мейсон», «Бонанза», «Неприкасаемые», «За гранью возможного» и «Большая долина». Помимо этого Гарнер играла и на театральных сценах Бродвея, где у неё были роли в нескольких постановках начала 1950-х годов. В 1978 году актриса вернулась на большой экран с небольшой ролью в чёрной комедии Роберта Олтмена «Свадьба».
Актриса трижды была замужем, при этом каждый из её браков закончился разводом. Её единственная дочь, Кэтрин Энн Салми, от второго брака с актёром Альбертом Салми умерла от болезни сердца в 1995 году в возрасте 38 лет.
Пегги Энн Гарнер умерла от рака поджелудочной железы в 1984 году в возрасте 52 лет в калифорнийском городе Вудленд-Хиллз. Её вклад в киноиндустрию США отмечен звездой на Голливудской аллее славы.

## Награды
- Оскар 1945 — «Выдающийся ребёнок-актёр 1945 года»